# 칠리 크래브
칠리 크래브(영어: chilli crab)는 싱가포르의 게 요리이다. 토마토와 고추가 들어간 매운 소스를 곁들인 게 요리로, 1960년대에 싱가포르에서 만들어져 인기를 얻었으며, 이웃한 말레이시아에서도 즐겨 먹는다. 싱가포르의 국민 음식 가운데 하나로 여겨진다.

## 이름
영어 "칠리 크래브(chilli crab)"는 "고추"를 뜻하는 명사 "칠리(chilli)"와 "게"를 뜻하는 명사 "크래브(crab)"가 합쳐진 말로, "고추 게"라는 뜻이다. 중국계 사람들은 라자오셰(중국어: 辣椒蟹, 병음: làjiāo xiè)로, 말레이계 사람들은 크탐 칠리(말레이어: ketam cili)로 부르기도 한다.

## 역사
1956년 체얌티안(Cher Yam Tian, 徐炎珍) 씨가 남편 림춘응이(Lim Choon Ngee, 林春义) 씨와 함께 이동식 카트에서 토마토 칠리 소스를 사용한 게 볶음 요리를 판 것이 시작이다. 이후 팜 비치 시푸드(Palm Beach Seafood)라는 음식점을 차려 이 요리를 팔게 되었다. 현재 널리 퍼진 버전은 1960년대의 유명 요리사 후이콕와(Hooi Kok Wah, 胡国华) 씨가 만든 버전이다.

## 만들기
동남아시아에서 잡히는 남방톱날꽃게가 흔히 쓰인다. 게는 조각 내고, 껍데기를 두드려 어느 정도 깨트린 다음, 녹말가루를 입혀 튀겨 둔다. 샬롯, 마늘, 생강, 고추 등 향신채를 빻거나 갈아서 "름파(rempah)"를 만들고, 기름에 볶는다. 타우추나 블라찬을 넣기도 하며, 토마토 퓌레와 스위트 칠리 소스, 야자당이나 설탕 등을 넣어 소스를 익힌다. 튀겨둔 게를 소스에 넣어 함께 끓인다. 게가 익으면 접시에 빼 두고, 녹말물을 넣어 걸쭉하게 한 다음 달걀물을 넣어 저은 다음 게 위에 부어 낸다. 고수로 가니시하고 튀긴 만터우 등과 함께 내는 경우가 많다.

## 같이 보기
- 블랙 페퍼 크래브
- 쯔차